# Brain Capers
Brain Capers är ett musikalbum av Mott the Hoople som lanserades på Island Records i november 1971 (januari 1972 i USA på Atlantic Records). Efter att ha prövat en akustisk ljudbild på albumet Wildlife återgick gruppen till mer av ett hårdrocksound på detta album. Skivan blev ett kommersiellt fiasko och misslyckades med att bli listplacerad både i Storbritannien och USA. Det var nära att gruppen splittrades på grund av detta, men på deras nästa album All the Young Dudes fick de hjälp av David Bowie.

## Låtlista
(kompositör inom parentes)

### Sida A
1. "Death May Be Your Santa Claus" (Ian Hunter, Verden Allen) - 4.55
2. "Your Own Backyard" (Dion DiMucci) - 4.13
3. "Darkness, Darkness" (Jesse Colin Young) - 4.33
4. "The Journey" (Hunter) - 9.15

### Sida B
1. "Sweet Angeline" (Hunter) - 4.53
2. "Second Love" (Allen) - 3.46
3. "The Moon Upstairs" (Hunter, Mick Ralphs) - 5.07
4. "The Wheel of the Quivering Meat Conception" (Hunter, Guy Stevens) - 1.21

### Bonusspår på CD-utgåvan
- "Midnight Lady" (Hunter, Ralphs) 3.33
- "The Journey" (Hunter) 9.47